# Talking point
Ein Talking point (englisch für: Gesprächsthema, oder geschicktes Argument) in einem Diskurs ist eine knappe Feststellung, die dazu dienen soll, eine Seite eines strittigen Themas zu unterstützen. Diese Feststellungen können frei gewählt oder als Erwiderungen auf die Gesprächspunkte des Gesprächspartners eingesetzt werden. Gesprächspunkte werden bei politischen Streitthemen oder im  Marketing häufig eingesetzt.
Das Framing politischer Diskurse durch Gesprächspunkte wurde von Jon Stewart als oberflächliche Behandlung strittiger Themen kritisiert.